# Josep Obiols
Pour les articles homonymes, voir Obiols.
 (octobre 2014).
Si vous disposez d'ouvrages ou d'articles de référence ou si vous connaissez des sites web de qualité traitant du thème abordé ici, merci de compléter l'article en donnant les références utiles à sa vérifiabilité et en les liant à la section « Notes et références ».
Josep Obiols Navarro, né le 17 mars 1908 à Barcelone (Catalogne, Espagne) et mort le 17 janvier 1998 dans la même ville, est un footballeur international espagnol des années 1920 et 1930 qui jouait au poste de milieu de terrain.

## Biographie

### Clubs
Obiols commence à jouer au FC Gràcia en 1926.
En 1928, il est recruté par le FC Barcelone qui remporte la première édition du championnat d'Espagne en 1929. Obiols joue huit matchs en championnat.
En septembre 1929, il rejoint le CE Europa avec qui il dispute deux nouvelles éditions du championnat d'Espagne. Il joue 25 matchs de championnat et marque un but.
En 1931, il est recruté par le CE Júpiter où il ne reste qu'une saison.

### Équipe nationale
Josep Obiols joue un match avec l'équipe d'Espagne, le 1er janvier 1930 face à la Tchécoslovaquie (victoire 1 à 0 de l'Espagne).

## Palmarès
Avec le FC Barcelone :
- Champion d'Espagne en 1929